# منطقة قطنية
يُشار أحيانًا للمنطقة القَطَنِيَّة بأنها أسفل العمود الفقري أو منطقة نهاية الظهر.
تعد الخمسة فقرات القطنية (فقرات المنطقة القطنية من الظهر) في جسم الإنسان هي الأكبر والأقوى في الجزء المتحرك من العمود الفقري، وتمتاز بغياب الثقوب في النتوء العرضية، وغياب الأوجه في جوانب الجسم. كما تنحني المنطقة القطنية من العمود الفقري للخارج في أغلب الثدييات.
ينتهي الحبل الشوكي الفعلي (Angelamedulla spinalis) بين الفقرة الأولى والثانية من هذه السلسلة وتسمي L1 وL2. يتكون النسيج العصبي الممتد أسفل هذه النقطة من خيوط منفردة والتي تتجمع مكونة ما يعرف بذنب الفرس. يخرج جذر العصب من بين كل فقرة قطنية، وتتجمع هذه الجذور العصبية ثانية لتكون أكبر عصب مفرد في جسم الإنسان وهو العصب الوركي. يمر العصب الوركي خلال الجزء الخلفي من كل ساق حتى القدم. ويعد هذا سبب أن أي خلل في أسفل الظهر يؤثر في جذر العصب، وذلك مثل الانزلاق الغضروفي، والذي يسبب ألم ينتشر على طول العصب الوركي (عرق النسا) نزولًا إلى القدمين.
يوجد العديد من العضلات في أسفل الظهر تساعد على الدوران والمرونة والقوة. تعد هذه العضلات عرضة للإصابة وخصوصًا عند حمل الأشياء الثقيلة أو الحمل أثناء الإلتواء. يمكن للإجهاد العضلي أسفل الظهر أن يكون مؤلمًا بشكل كبير، ولكن عادة يشفى في غضون أيام أو أسابيع قليلة.
يتحمل الجزء القطني من العمود الفقري أغلب وزن الجسم وأيضًا يوفر أغلب المرونة، ويجعله هذا التركيب أكثر عرضة للإصابة والتلف بمرور الوقت. ولهذا السبب تعد آلام أسفل الظهر سائدة.